# The Presidents of the United States of America
The Presidents of the United States of America waren eine US-amerikanische Post-Grunge-Band aus Seattle.

## Bandgeschichte
Die Band wurde zunächst von einem kleinen lokalen Label aus Seattle unter Vertrag genommen. Dort veröffentlichten sie ihr selbstbetiteltes Debütalbum, das anschließend von dem Major-Label Columbia Records 1995 lizenziert wurde. Für dieses Album erhielt die Band Nominierungen für den Grammy. Bis 1998 folgten zwei weitere Alben für Columbia (darunter die Compilation Pure Frosting).
Nach der vorläufigen Trennung 1998 widmeten sich die Bandmitglieder verschiedenen Projekten. Dederer gründete zusammen mit Duff McKagan The Gentlemen, und auch Ballew und Finn waren in anderen Bands aktiv. 2000 fand die Band wieder zusammen, zunächst nur für eine Single. Ihr neues mittlerweile insolventes Label MUSICBLITZ überzeugte sie davon, ein weiteres Album zu produzieren, das zwar gute Kritiken erntete, in den USA mit 25.000 verkauften Einheiten jedoch weit hinter den Erwartungen zurückblieb. 2004 gründeten die Presidents ihr eigenes Label, über das sie ein weiteres Album veröffentlichten. Nachdem sie die Rechte an ihrem Debüt zurückerhalten hatten veröffentlichten sie dieses erneut auf ihrem eigenen Label.
Seit 2005 wurde Dederer durch Andrew McKeag ersetzt. Im Jahr 2008 erschien das Album These Are the Good Times People. Ende 2013 wurde von der Band ein neues Album mit dem Namen Kudos to You! angekündigt, welches unter anderem über die Plattform Pledgemusic finanziert wurde.
2015 löste sich die Band auf.

## Stil
Ein Markenzeichen der Band war das Benutzen von nur teilweise bespannten Saiteninstrumenten. Ballew erklärte in einem Interview, diese Idee habe er von dem Morphine-Sänger Mark Sandman übernommen, mit dem er einige Zeit zusammen wohnte. Ballew führte des Weiteren aus, dass das Songschreiben auf einer zweisaitigen Gitarre für ihn wie ein Filter wirke, durch den er Einflüsse wie Cheap Trick, Nirvana, The Cars oder Soundgarden fließen lassen könne, wobei etwas Eigenständiges entstehe.

## Diskografie

### Studioalben
| Jahr | Titel Musiklabel                                                | Höchstplatzierung, Gesamtwochen, AuszeichnungChartplatzierungen (Jahr, Titel, Musiklabel, Platzierungen, Wochen, Auszeichnungen, Anmerkungen) | Höchstplatzierung, Gesamtwochen, AuszeichnungChartplatzierungen (Jahr, Titel, Musiklabel, Platzierungen, Wochen, Auszeichnungen, Anmerkungen) | Höchstplatzierung, Gesamtwochen, AuszeichnungChartplatzierungen (Jahr, Titel, Musiklabel, Platzierungen, Wochen, Auszeichnungen, Anmerkungen) | Höchstplatzierung, Gesamtwochen, AuszeichnungChartplatzierungen (Jahr, Titel, Musiklabel, Platzierungen, Wochen, Auszeichnungen, Anmerkungen) | Anmerkungen                              |
| Jahr | Titel Musiklabel                                                | DE | CH | UK | US | Anmerkungen                              |
| ---- | --------------------------------------------------------------- | --- | --- | --- | --- | ---------------------------------------- |
| 1995 | The Presidents of the United States of America Columbia Records | DE81 (6 Wo.)DE | — | UK14 Gold · (32 Wo.)UK | US6 ×3Dreifachplatin · (55 Wo.)US | Erstveröffentlichung: 25. Juli 1995      |
| 1996 | II Columbia Records                                             | — | CH50 (1 Wo.)CH | UK36 (2 Wo.)UK | US31 Gold · (13 Wo.)US | Erstveröffentlichung: 5. November 1996   |
| 2000 | Freaked Out and Small Music Blitz                               | — | — | — | — | Erstveröffentlichung: 12. September 2000 |
| 2004 | Love Everybody PUSA Music                                       | — | — | — | — | Erstveröffentlichung: 17. August 2004    |
| 2008 | These Are the Good Times People TNL Records                     | — | — | — | — | Erstveröffentlichung: 11. März 2008      |
| 2014 | Kudos to You! PUSA Music                                        | — | — | — | — | Erstveröffentlichung: 18. Februar 2008   |

### Livealben
- 2014: Thanks for the Feedback (Sony Music Entertainment)

### Kompilationen
- 1997: Rarities (Columbia Records)
- 1998: Pure Frosting (Columbia Records)
- 2000: Lump (Sony Music Entertainment)

### EPs
- 1996: Peaches & Live (Sony Music Entertainment)
- 2005: Munky River (PUSA Inc.)
- 2009: More Bad Times (Tooth & Nail Records)

### Singles
| Jahr | Titel Album                                               | Höchstplatzierung, Gesamtwochen, AuszeichnungChartplatzierungen (Jahr, Titel, Album, Platzierungen, Wochen, Auszeichnungen, Anmerkungen) | Höchstplatzierung, Gesamtwochen, AuszeichnungChartplatzierungen (Jahr, Titel, Album, Platzierungen, Wochen, Auszeichnungen, Anmerkungen) | Höchstplatzierung, Gesamtwochen, AuszeichnungChartplatzierungen (Jahr, Titel, Album, Platzierungen, Wochen, Auszeichnungen, Anmerkungen) | Höchstplatzierung, Gesamtwochen, AuszeichnungChartplatzierungen (Jahr, Titel, Album, Platzierungen, Wochen, Auszeichnungen, Anmerkungen) | Anmerkungen                                        |
| Jahr | Titel Album                                               | DE | CH | UK | US | Anmerkungen                                        |
| ---- | --------------------------------------------------------- | --- | --- | --- | --- | -------------------------------------------------- |
| 1995 | Lump The Presidents of the United States of America       | — | — | UK15 Silber · (7 Wo.)UK | — | Erstveröffentlichung: 8. August 1995               |
| 1996 | Peaches The Presidents of the United States of America    | — | — | UK8 (7 Wo.)UK | US29 (14 Wo.)US | Erstveröffentlichung: 27. Februar 1996             |
| 1996 | Dune Buggy The Presidents of the United States of America | — | — | UK15 (6 Wo.)UK | — | Erstveröffentlichung: 7. Juli 1996                 |
| 1996 | Mach 5 II                                                 | — | — | UK29 (4 Wo.)UK | — | Erstveröffentlichung: 1996                         |
| 1998 | Video Killed the Radio Star Pure Frosting                 | — | — | UK52 (2 Wo.)UK | — | Erstveröffentlichung: 1998 Original: Bruce Woolley |

Weitere Singles
- 1994: Fuck California
- 1994: Naked and Famous
- 1995: Kitty
- 1996: Ça Plane Pour Moi
- 1997: Volcano
- 1997: Tiki God
- 2000: Jupiter
- 2000: Tiny Explosions
- 2001: Last Girl on Earth
- 2004: Some Postman
- 2005: Zero Friction
- 2008: Mixed Up S.O.B.

### Videoalben
- 2004: Extra Super Double Bonus Thrill Pack

## Auszeichnungen für Musikverkäufe
| Goldene Schallplatte - Australien - 1996: für die Single Peaches - 1996: für die Single Lump - Kanada - 1996: für das Album II Platin-Schallplatte - Australien - 1996: für das Album The Presidents of the United States of America | 4× Platin-Schallplatte - Australien - 1996: für das Album II - Kanada - 1997: für das Album The Presidents of the United States of America |

Anmerkung: Auszeichnungen in Ländern aus den Charttabellen bzw. Chartboxen sind in ebendiesen zu finden.
| Land/RegionAuszeichnungen für Musikverkäufe (Land/Region, Auszeichnungen, Verkäufe, Quellen) | Silber  | Gold     | Platin       | Verkäufe  | Quellen         |
| -------------------------------------------------------------------------------------------- | ------- | -------- | ------------ | --------- | --------------- |
| Australien (ARIA)                                                                            | —       | 2× Gold2 | 5× Platin5   | 420.000   | aria.com.au     |
| Kanada (MC)                                                                                  | —       | Gold1    | 4× Platin4   | 450.000   | musiccanada.com |
| Vereinigte Staaten (RIAA)                                                                    | —       | Gold1    | 3× Platin3   | 3.500.000 | riaa.com        |
| Vereinigtes Königreich (BPI)                                                                 | Silber1 | Gold1    | —            | 300.000   | bpi.co.uk       |
| Insgesamt                                                                                    | Silber1 | 5× Gold5 | 12× Platin12 |           |                 |